# Alfred Collins
Alfred Collins (8 ottobre 2001) è un giocatore di football americano statunitense che milita nel ruolo di defensive tackle per i San Francisco 49ers della National Football League (NFL).

## Carriera universitaria
Nella sua prima stagione a Texas nel 2020, Collins disputò 10 partite, di cui una come titolare, facendo registrare 18 tackle, 1,5 sack e 2 passaggi deviati. Nel 2021 disputò tutte le 12 partite, di cui 4 come titolare, con 25 placcaggi, 2 sack e un fumble forzato. Nel 2022 totalizzò 17 tackle e un sack in 12 presenze, di cui una come titolare. Nel 2023 disputò tutte le 14 partite, di cui 6 come titolare, con 22 placcaggi e 2 passaggi deviati. Nel 2024 fu inserito nella formazione ideale della Southeastern Conference e nella seconda formazione All-American.

## Carriera professionistica

### San Francisco 49ers
Collins fu scelto nel corso del secondo giro (43º assoluto) del Draft NFL 2025 dai San Francisco 49ers.